# Zophobas
Zophobas är ett släkte av skalbaggar som beskrevs av Blanchard 1845. Zophobas ingår i familjen svartbaggar.
Släktet innehåller 5 arter, däribland Zophobas morio.

## Bildgalleri

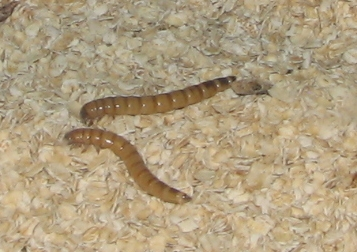
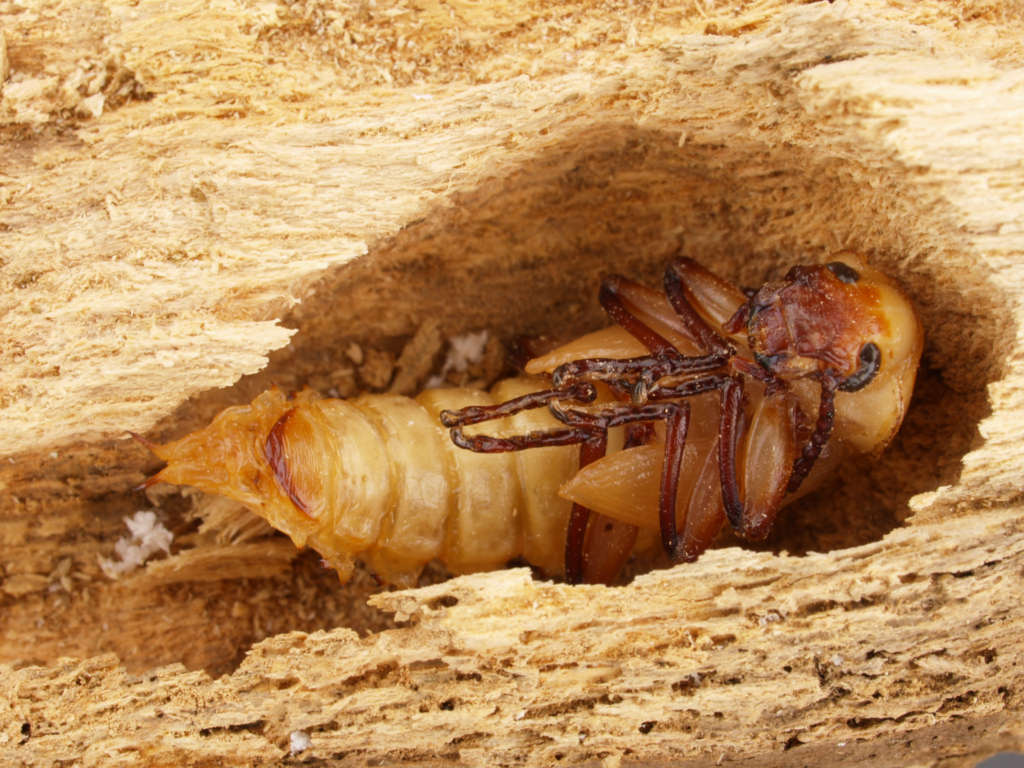
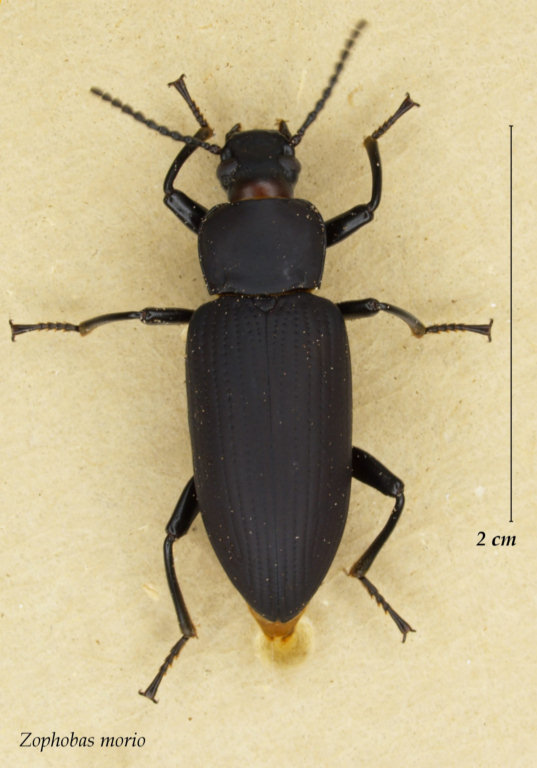
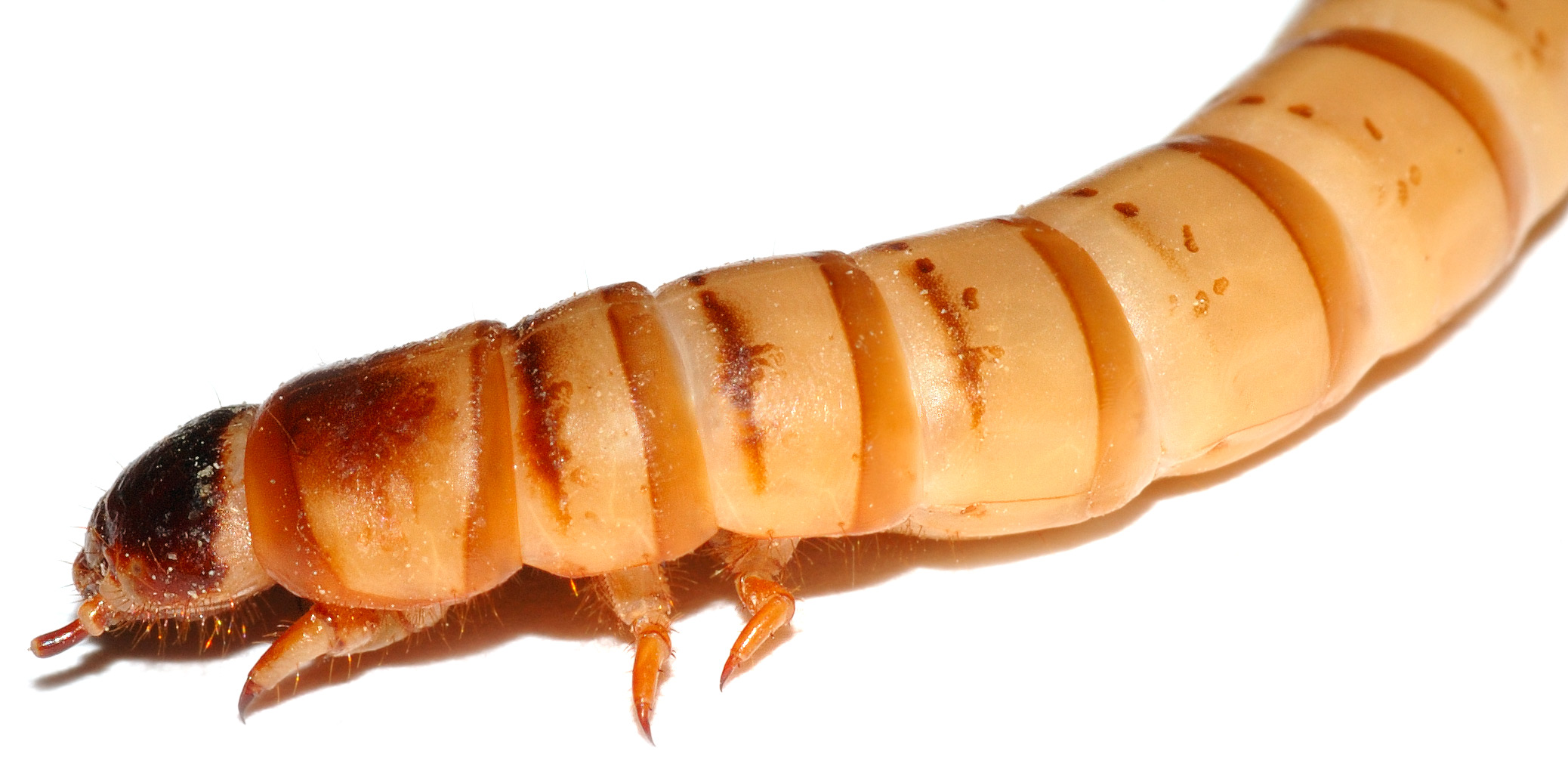
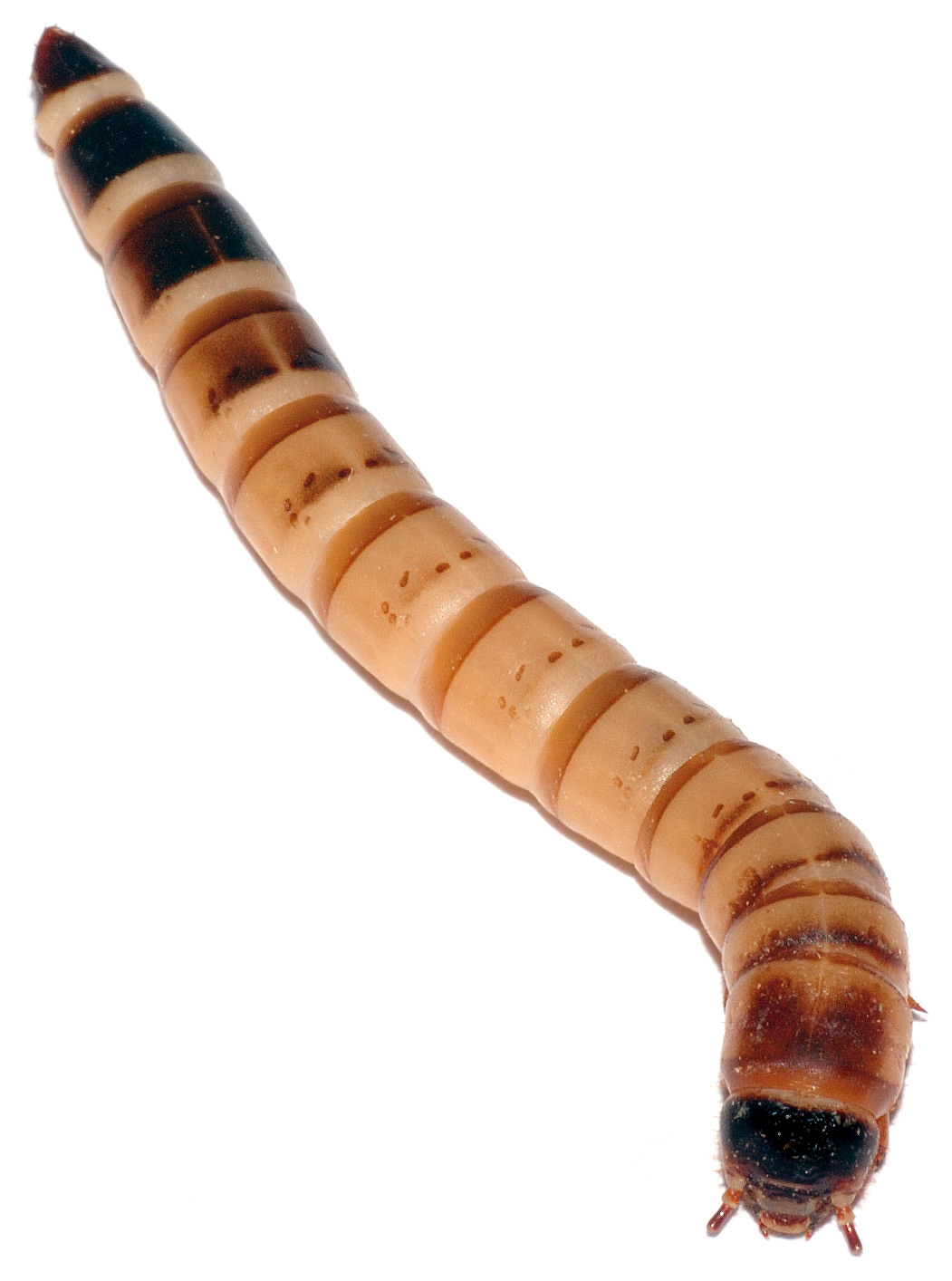
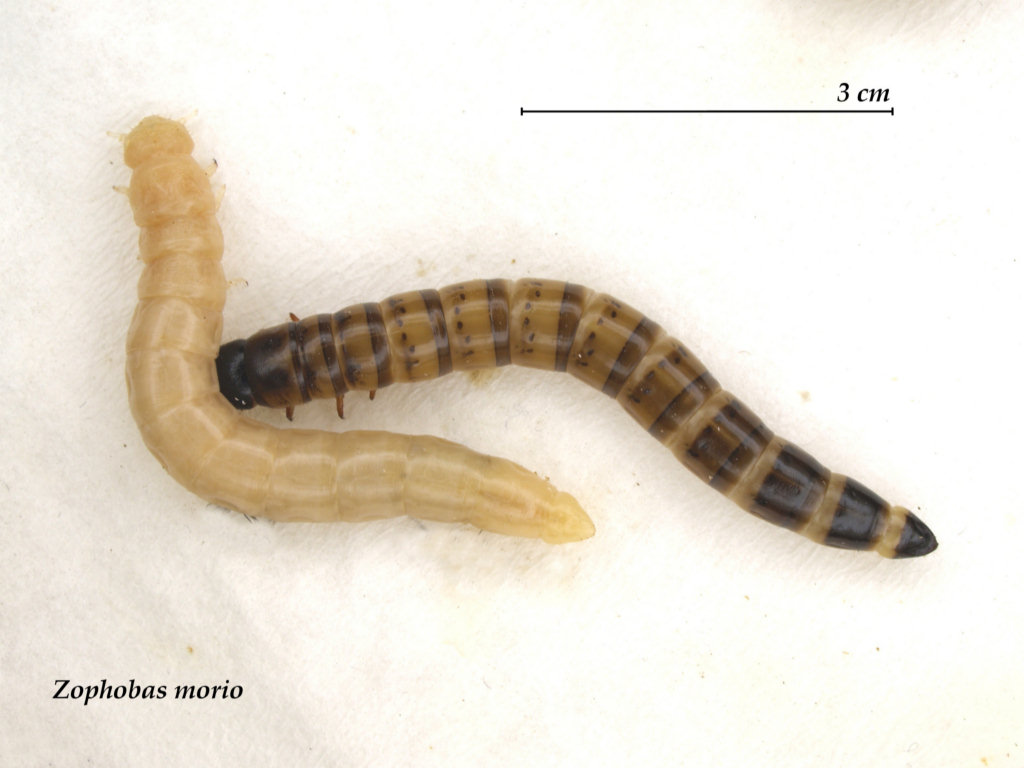